# Bidone
Pour les articles homonymes, voir Bidone (homonymie).
Bidone (pl. bidoni) est un terme argotique italien pour désigner, en football, un joueur évoluant dans le pays qui ne répond pas aux attentes placées en lui.

## Repères historiques
De tous temps, on a recensé des joueurs ayant déçu leur club pour diverses raisons.
Le phénomène s'accentue pour le Calcio au cours de la décennie 1980, à la suite de l'assouplissement de la réglementation et de l'ouverture des frontières. Les clubs peuvent désormais engager plusieurs étrangers.
Plus encore à partir de 1990, après la chute du communisme. Les grosses écuries font leurs emplettes à moindre coût en exploitant la filière de l'Europe de l'Est, faisant les yeux doux aux Balkans et anciennes républiques soviétiques, régions qui regorgent d'athlètes talentueux. Attirés par l'appât du gain et la perspective d'évoluer au sein du meilleur championnat d'Europe (l'Italie profite du déclin de l'Angleterre, dont les représentants sont bannis des compétitions interclubs à la suite du drame du Heysel), de nombreux Russes, Polonais, Tchèques, Yougoslaves, Bulgares et Roumains, tentent leur chance en Italie avec des fortunes diverses.
Bidone désigne ainsi, au départ, un joueur fuyant la misère de son pays, en quête de reconnaissance et jours meilleurs.

## Notions généralement retenues
À l'heure actuelle, un bidone peut venir de n'importe quel pays (donc être italien), évoluer à n'importe quel niveau du championnat (Serie A, B...). Quelques critères en place pour tenter de définir le phénomène:
- inadaptation au pays/club d'accueil - langue, pratiques, mode de vie;

- attitude sur/hors des terrains, incompatibles avec les valeurs du sport de haut niveau (maîtrise de soi, fair play) - relations avec les coéquipiers, adversaires, médias, dirigeants, supporteurs, sponsors...;

- hygiène de vie douteuse - condition physique défaillante - abus divers (nourriture, boisson, substances illicites...);

- blessures récurrentes - ne permettant pas au sportif de se présenter dans les meilleures dispositions;

- lacunes techniques, psychologiques - démotivation, niveau trop faible pour évoluer dans un championnat de 1er plan, soumis à une forte pression;

- choix de carrière discutables.

## Interprétation & conséquences
Qu'il s'agisse d'un ténor du championnat ou une formation modeste, la présence de bidoni au sein de l'effectif révèle au grand jour les failles du recrutement. L'amertume est d'autant plus grande lorsque la structure d'accueil a consenti d'importants efforts financiers, d'abord pour valider le transfert, ensuite pour régler un salaire exorbitant...
Pour les intéressés, en plus d'affronter les sarcasmes de médias de moins en moins complaisants, il faut faire face aux railleries des supporteurs -- qui peuvent dégénérer en affrontement physique --, quand ce n'est pas celles des coéquipiers !
Le recours passe souvent par un exil forcé, plus ou moins long, dans un championnat exotique moins huppé, moins exposé médiatiquement.
Depuis le milieu des années 2000, on voit ainsi de plus en plus de jeunes joueurs africains, originaires du Maghreb et de pays méridionaux, âgés de moins de 25 ans, opter pour le Golfe Persique, les Émirats. Des raisons culturelles entrent aussi en compte (religion).
Les européens et sud-américains en bout de course, ayant largement dépassé la trentaine, plébiscitent la lointaine Asie (Chine, Japon).
Point commun de ces compétitions émergentes: des salaires mirobolants, sans commune mesure avec le jeu réellement pratiqué !

## Autresbidoni?
En France, le périodique Les Cahiers du football publie, chaque année depuis 2003, le palmarès des joueurs les moins fréquentables du championnat. Les résultats sont compilés sous forme de podium, le vainqueur se voit décerner un trophée original: le Ballon de plomb, parodie décalée du Ballon d'or européen France Football.
Les transalpins recourent au Bidone d'Oro pour récompenser leurs favoris...

## A contrario
Le cas de l'Inter Milan est intéressant. Le club lombard, éternel rival du voisin AC Milan, traîne depuis des lustres la fâcheuse réputation de pôle d'attraction de mauvais joueurs. Si les passages calamiteux du macédonien Darko Pančev, dans les années 1990, vont en ce sens, les parcours exemplaires de l'argentin Javier Zanetti et du local Giuseppe Bergomi sont à citer, au cours de l'histoire récente, dans la mémoire collective Nerazzurra.